# Enschedese Boys in het seizoen 1955/56
Het seizoen 1955/1956 was het tweede jaar in het bestaan van de Enschedese betaaldvoetbalclub Enschedese Boys. De club kwam uit in de Eerste klasse A en eindigde daarin op de 14e plaats, dit betekende dat de club in het nieuwe seizoen uitkwam in de Tweede divisie.

## Wedstrijdstatistieken

### Eerste klasse A
|       | AGOVV | DWS   | Go Ahead | Heerenveen | N.E.C. | PEC   | RBC   | RCH   | De Valk | Veendam | Velocitas | VSV   | Xerxes |
| ----- | ----- | ----- | -------- | ---------- | ------ | ----- | ----- | ----- | ------- | ------- | --------- | ----- | ------ |
| Thuis | 0 – 1 | 0 – 4 | 4 – 4    | 4 – 2      | 1 – 2  | 2 – 1 | 3 – 6 | 0 – 2 | 1 – 4   | 2 – 2   | 1 – 3     | 1 – 2 | 0 – 0  |
| Uit   | 4 – 2 | 2 – 2 | 2 – 1    | 2 – 2      | 5 – 0  | 5 – 3 | 6 – 1 | 6 – 2 | 2 – 0   | 2 – 3   | 1 – 2     | 6 – 1 | 2 – 0  |

## Statistieken Enschedese Boys 1955/1956

### Eindstand Enschedese Boys in de Nederlandse Eerste klasse A 1955 / 1956
| Stand | Gespeeld | Gewonnen | Gelijk | Verloren | Punten | Doelpunten voor | Doelpunten tegen |
| ----- | -------- | -------- | ------ | -------- | ------ | --------------- | ---------------- |
| 14e   | 26       | 4        | 5      | 17       | 13     | 38              | 78               |

### Topscorers
| Competitie \| # \| Naam \| \| \| ------ \| ---------------------- \| -- \| \| 1. \| Job Drent \| 10 \| \| 2. \| Koen Weijdijk \| 7 \| \| 3. \| Jan Hueskes \| 6 \| \| 4. \| Henk Leusink \| 5 \| \| 5. \| Graats Knobbe \| 3 \| \| 5. \| Herman Selderhuis \| 3 \| \| 7. \| Gerrit Nijsink \| 2 \| \| 8. \| Dirk Klaver \| 1 \| \| 8. \| Bennie van Stuivenberg \| 1 \| \| Totaal \| Totaal \| 38 \| |                        |      |
| # | Naam                   | Goal |
| 1. | Job Drent              | 10   |
| 2. | Koen Weijdijk          | 7    |
| 3. | Jan Hueskes            | 6    |
| 4. | Henk Leusink           | 5    |
| 5. | Graats Knobbe          | 3    |
| 5. | Herman Selderhuis      | 3    |
| 7. | Gerrit Nijsink         | 2    |
| 8. | Dirk Klaver            | 1    |
| 8. | Bennie van Stuivenberg | 1    |
| Totaal | Totaal                 | 38   |